# Йохан II фон Бентхайм
Йохан II фон Бентхайм (на немски: Johann II fon Bentheim; † пр. 21 юли 1333)) е от 1305 г. до смъртта си граф на Графство Бентхайм и бургграф на Утрехт.

## Произход
Той е вторият син на граф Егберт I фон Бентхайм († 1307/1311) и Хедвиг фон Олденбург († 1299), дъщеря на граф Йохан I фон Олденбург и Рихца фон Хоя. По-големият му брат Ото умира през 1295/1296 г. Внук е на граф Ото II фон Бентхайм-Текленбург.

## Фамилия
Йохан се жени ок. август 1310 г. за Мехтхилд фон Липе († сл. 9 април 1366), дъщеря на Симон I, годподар на Липе и Аделхайд фон Валдек. Те имат децата:
- Симон I († 1344), 1333 граф на Бентхайм
- Ото III († 1379), 1344 граф на Бентхайм, отказва се 1364
- Жан († сл. 1324)
- Хедвиг († сл. 1371), омъжена пр. 7 март 1347 за Евервин IV фон Гьотерсвик († 1378)
- Тале († сл. 1324).
- Елизабет († 1372), абатиса на Хеерсе
- Кристиан († 1401), каноник в Кьолн
- Бернхард I фон Бентхайм († 1421), 1364 граф на Бентхайм